# 이관융기
이관융기(또는 청각관의 귀관)는 점막(청각관)의 연골 부분의 기저부에 의해 형성된 인두의 비강 부분의 점막의 융기이다. 이관융기는 청각관의 인두 구멍 뒤쪽에 위치한다.
이관융기는 이관편도와 매우 가깝다. 이걸 이관융기 라고도 부른다.  난관구개 주름(전방)과 난관인두 주름(후방)이라는 두 개의 주름이 관상환체의 앞뒤로 이어진다.

## 참고자료
1. ↑  “The Pharynx”.
2. ↑  “Tonsil of torus tubarius = tubal tonsil in Arabic - Translation and Meaning in English Arabic Dictionary of All terms Page 1”.